# Radiologia dei surreni
La radiologia dei surreni utilizza principalmente la tomografia computerizzata e l'imaging a risonanza magnetica. A tali metodiche si associano quelle proprie della medicina nucleare (scintigrafia medullo-surrenalica, scintigrafia corticosurrenalica e tomografia a emissione di positroni con FDG e altri radiofarmaci). La radiologia tradizionale non ha un ruolo specifico nello studio di questi organi, mentre le metodiche proprie della radiologia interventistica attualmente sono utilizzate solo per eseguire biopsie TC-guidate di lesioni sospette (le vecchie metodiche di dosaggio endovascolare delle catecolamine ed angiografiche non sono oggi più utilizzate). Anche l'ecografia è poco utilizzata per lo studio dei surrenti, in quanto tali organi sono di piccole dimensioni ed in una posizione difficilmente indagabile con questa metodica, in cui spesso i gas intestinali interferiscono con gli ultrasuoni (unica eccezione sono le lesioni di grandi dimensioni nei bambini).
Molte lesioni surrenaliche vengono evidenziate durante approfondimenti diagnostici effettuati per motivi terzi, indipendenti dalla ricerca di una patologia del surrene.
L'esame TC è di norma l'imaging di prima linea da utilizzare sia per indagare le lesioni sospette (ed anche nel rilevare eventuali loro secondarietà) sia per studiare i surreni nell'ambito di una patologia di competenza endocrinologica, in quanto il parenchima surrenalico presenza densità ben differente dal tessuto adiposo intorno. L'utilizzo del mezzo di contrasto è inoltre fondamentale per studiare la vascolarizzazione delle lesioni sospette, permettendone quindi la definizione diagnostica, anche se, talvolta, l'eventuale malignità della massa resta dubbia anche dopo l'esame TC o la risonanza magnetica (RM) a causa di caratteristiche intrinseche alla massa o causa delle dimensioni della stessa.
Lesioni surrenaliche con diametro maggiore di 3–4 cm sono spesso di natura maligna e devono pertanto essere asportate chirurgicamente. Formazioni che alle acquisizioni basali presentano una densità minore di 10 unità Hounsfield (HU) sono spesso invece di natura benigna a contenuto lipidico; tuttavia alcuni adenomi benigni possono non avere densità lipidica. Anche l'entità del wash-out del mezzo di contrasto a livello delle lesioni sospette correla con la malignità (una rapida dismissione è tipica di lesioni benigne) A tal fine si utilizzano scansioni a 70 secondi seguite da ulteriori tardive a 10-15 minuti e sono definiti di solito come cut-off un wash-out assoluto del 60% (riferito all'acquisizione basale) o relativo (con un cut-off pari al 40%).
L'esame RM rappresenta un'ottima alternativa a quello TC in quanto può caratterizzare le lesioni anche senza utilizzare il mezzo di contrasto e radiazioni ionizzanti, pur di contro richiedendo tempi più lunghi di esecuzione. Le principali sequenze utilizzate per caratterizzare le lesioni surrenaliche sospette, valutandone il contenuto in acqua e lipidi, includono quelle con soppressione del grasso (T2 STIR) e quelle che utilizzano la tecnica del chemical shift (CS). Il mezzo di contrasto paramagnetico può essere inoltre impiegato con lo stesso significato diagnostico di quello utilizzabile in TC. L'utilizzo di apparecchiature RM con un campo magnetico di elevata intensità consente inoltre di studiare la composizione chimica delle lesioni in dettaglio mediante l'analisi spettrale (rapporti fra le concentrazioni di colina e creatina maggiori di 1,2 e fra colina e lipidi maggiori di 0,38 permettono di caratterizzare una lesioni come maligna in un'alta percentuale di casi. I rapporti lipidi/creatina e ppm/creatina consentono anche di distinguere lesioni maligne di differente istologia).

## Patologia endocrinologica e lesioni iperfunzionanti
In queste patologie la diagnostica di laboratorio ha il compito di differenziare fra loro le varie forme cliniche, mentre all'imaging è demandato il compito di ricercare eventuali cause organiche.

### Sindrome di Cushing
La sindrome di Cushing è causata da un eccesso di produzione di glucocorticoidi da parte dei surreni o per assunzione iatrogena eccessiva di tali ormoni. Nell'80% dei casi non da assunzione esogena la causa dell'iperproduzione è un'iperplasia di entrambe le ghiandole conseguenza da un eccessivo rilascio dell'ormone ACTH (spesso causata da adenomi ipofisari, oppure da alcuni istotipi tumorali come il tumore del polmone a piccole cellule). In tali casi le ghiandole appaiono ingrossate, ma con morfologia conservata o a volte con un aspetto nodulare che può essere confuso con un'adenomatosi multipla. Il segnale RM in tali casi è identico a quello delle ghiandole normali (isointensità nelle sequenze T1 e T2 pesate rispetto al fegato). Nel restante 20% dei casi di Cushing invece tale patologia è sostenuta da adenomi surrenalici iperfunzionanti, che all'imaging appaiono come lesioni nodulari che presentano le caratteristiche di benignità descritte nel paragrafo introduttivo. In tali casi il parenchima ghiandolare sano può apparire ipotrofico. In caso di adenomi multipli bilaterali la diagnosi differenziale con le forme iperplastiche già descritte potrebbe essere difficoltosa. In RM gli adenomi appaiono iso-ipointensi rispetto al fegato nelle sequenze T1 e T2 pesate. Un'iperintensità nelle sequenze T2 pesate è invece un indice di malignità (anche se può apparire anche per lesioni benigne), così come la disomogenea impregnazione dei mezzi di contrasto (questo vale anche per le metastasi surrenaliche dovute ad altri istotipi tumorali)..

### Sindrome di Conn
La sindrome di Conn è causata dall'eccessiva produzione dell'ormone aldosterone; sostenuta nell'80% dei casi da adenomi surrenalici iperfunzionanti (adenomi di Conn) e nel 20% dei casi da un'iperplasia dei surreni bilaterale. Gli adenomi di Conn sono spesso di dimensioni inferiori al centimetro, ma sono di più facile identificazione rispetto ad altre lesioni in quanto la sindrome porta ad un aumento del tessuto adiposo retroperitoneale che rende in TC più evidente l'adenoma rispetto al fondo dell'immagine. In RM gli adenomi di Conn presentano caratteristiche di segnale simili a quelli già descritti nel paragrafo precedente, ma sono meno facilmente identificabili per via delle ridotte dimensioni (la RM presenta una minore risoluzione spaziale rispetto alla TC ed è influenzata dagli artefatti da movimento dovuti alla respirazione)..

### Sindrome adreno-genitale
Con il termine "sindrome adreno-genitale" si descrive un quadro clinico causato da diverse malattie genetiche in cui è presente un deficit di un enzima coinvolto nella sintesi del cortisolo. Tali cause genetiche portano ad accumulo del precursore a monte dell'enzima coinvolto ed a ridotta produzione di glucocorticoidi, associati ad incremento compensatorio dell'ACTH oltre che della concentrazione di mineralcorticoidi ed androgeni (che vengono sintetizzati a partire dal precursore in eccesso seguendo le rispettive vie di sintesi). Le indagini radiologiche in tali patologie evidenziano un'ipertrofia di entrambe le ghiandole con prevalenza della corticale..

### Feocromocitoma

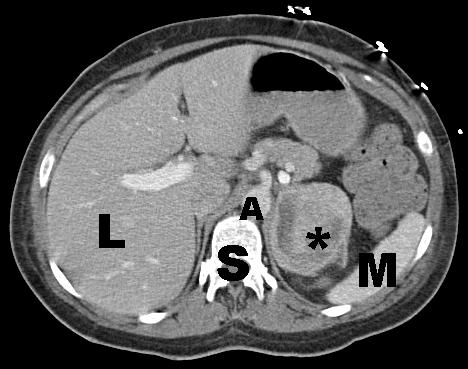
Feocromocitoma a carico del surrene sinistro rilevato mediante TC (asterisco)

Il feocromocitoma è un tumore raro (tuttavia è il più frequente che origina dalla midollare surrenalica), solitario nella maggior parte dei casi (nel 20% dei pazienti è bilaterale e nel 10% origina in sede extrasurrenalica). Nel 5-10% dei casi presenta comportamento maligno (spesso in pazienti affetti da neoplasia endocrina multipla o MEN).
Alla TC il feomcromocitoma appare come una massa rotondeggiante di dimensioni fra 1 e 10 cm, con valori di densità simili a quelli del tessuto muscolare striato, spesso disomogenea nelle lesioni più grandi che spesso presentano necrosi o calcificazioni nel loro contesto. La sensibilità della TC nel rilevare feocromocitomi in sede surrenalica è circa del 95% e funziona molto bene anche per le localizzazioni lungo i gangli nervosi, l'aorta  e la vena cava. Dopo la somministrazione di mezzo di contrasto si osserva intenso enhancement associato a lento wash-out. Le metodiche radiologiche non riescono a distinguere i feocromocitomi benigni da quelli maligni se non per la presenza di metastasi a distanza. In RM i feocromocitomi appaiono ipointensi nelle sequenze T1 pesate ed iperintensi in quelle T2 pesate, oltre a presentare lo stesso comportamento dopo iniezione di mezzo di contrasto già visto con la TC.

### Insufficienza corticosurrenalica
La gestione diagnostica della forma acuta dell'insufficienza corticosurrenalica non è di pertinenza radiologica, mentre nelle forme croniche (malattia di Addison) è possibile osservare alla TC atrofia o completa scomparsa del parenchima surrenalico. In alcuni casi di tubercolosi surrenalica è possibile invece trovare ipertrofia ghiandolare, che può simulare una forma neoplastica. In caso di tubercolosi o istoplasmosi surrenalica è inoltre possibile osservare calcificazioni all'esame radiografico diretto dell'addome..

## Lesioni non funzionanti

### Cisti
A livello surrenalico tali lesioni sono rare e di solito piccole (possono tuttavia raggiungere anche i 30 cm di diametro). Possono avere origine epiteliale, endoteliale o derivare da esiti di emorragie o infezioni (echinococcosi). La parete può essere fibrosa o calcifica mentre il contenuto può essere liquido o ematico. Queste caratteristiche permettono di differenziarle molto bene dalle lesioni solide con tutte le metodiche radiologiche utilizzabili. Di solito sono asintomatiche, ma possono a volta manifestarsi clinicamente in seguito a compressione degli organi adiacenti. Di solito le cisti sono ipodense in TC, ipointense nelle sequenze RM T1 pesate ed iperintense in quelle T2 pesate; tuttavia un eventuale contenuto ematico può manifestarsi anche come minor ipodensità in TC e lieve iperintensità in T1 all'indagine RM per la presenza di metaemoglobina..

### Lipoma
Questo tumore benigno del tessuto adiposo può manifestarsi anche in sede surrenalica, ove è ben riconoscibile sia mediante la TC sia mediante l'RM in quanto presenta densità e segnale RM tipici. Spesso è di piccole dimensioni e colpisce entrambe le ghiandole..

### Angiomiolipoma

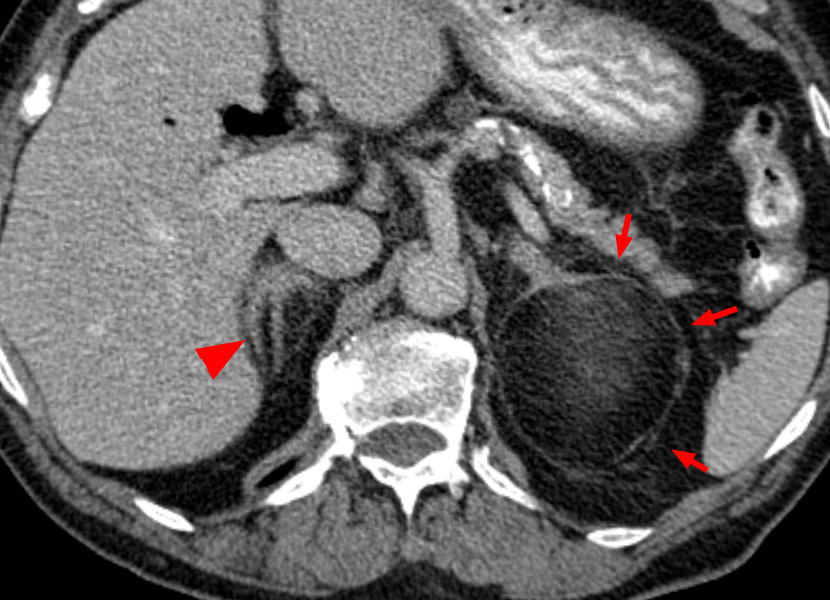
angiomiolipoma a carico del surrene di sinistra visto alla TC

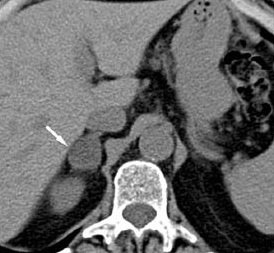
adenoma surrenalico rilevato mediante TC (freccia)

È un tumore benigno composto da tessuto adiposo frammisto ad elementi attivi del midollo osseo, spesso rinvenuto come incidentaloma. All'ecografia appare con margini ben definiti e fortemente iperecogeno per la presenza del grasso. In TC presenta densità compatibile con il tessuto adiposo frammistra a densità compatibile con il tessuto solido, mentre in RM il segnale è anch'esso indicativo del medesimo contenuto. La contemporanea presenza di elementi stromali si evidenzia ulteriormente dopo somministrazione di mezzo di contrasto. Queste caratteristiche semiologiche consentono la diagnosi differenziale con il lipoma e gli adenomi surrenalici. In RM le sequenze con soppressione del grasso (STIR) mostrano queste lesioni come ipointense, mentre non si osserva in tali casi ipointensità nelle sequenze in chemical shift ed opposizione di fase..

### Adenoma non funzionante
Si evidenziano con le stesse caratteristiche degli adenomi funzionanti descritti nel precedente paragrafo. Le metodiche radiologiche non consentono di differenziare un adenoma funzionante da un più frequente adenoma non funzionante, che spesso viene rilevato come incidentaloma..

### Metastasi
I tumori solidi che più frequentemente danno metastasi ai surreni sono quello del polmone e quello della mammella. Le dimensioni possono essere varie, spesso si rilevano a carico di entrambe le ghiandole e quelle di maggiori dimensioni sono spesso disomogenee per la presenza di necrosi nel loro contesto. Tali lesioni presentano maggior enhancement dopo somministrazione di mezzo di contrasto nella porzione periferica (la porzione centrale è spesso necrotica), con aspetto comunque disomogeneo. Rispetto agli adenomi in RM le lesioni metastatiche appaiono iperintense nelle sequenze T2 pesate (le metastasi di alcuni istotipi, come il melanoma possono apparire iperintense anche nelle sequenze T1 pesate per via del loro contenuto di sostanze paramagnetiche). Di solito il segnale in chemical shift ed opposizione di fase non presenza riduzione. La PET con fluorodesossiglucosio presenta elevata sensibilità nel rilevare questo tipo di lesioni..

### Carcinoma surrenalico

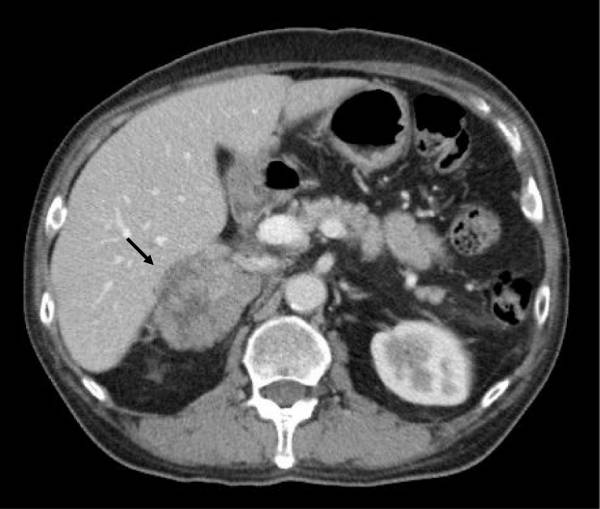
Carcinoma corticosurrenalico (freccia) evidente alla TC come una massa lobulata disomogenea a livello del surrene destro

È un tumore raro ed estremamente aggressivo, che spesso si manifesta alla diagnosi già esteso localmente e con localizzazioni linfonodali ed a livello del fegato. In circa la metà dei casi può anche essere ormono-producente e dare una sindrome di Cushing. Alla TC tali lesioni appaiono molto grandi e disomogenee per la massiccia presenza di necrosi, emorragia e calcificazioni nel loro contesto. L'uso del mezzo di contrasto è molto utile per evidenziare l'infiltrazione delle strutture vicine (specie la vena cava e la vena renale). In RM tale istotipo si presenta ipointenso nelle sequenze T1 pesate ed isointenso in quelle T2 pesate. La aree necrotiche presentano aumento del segnale dopo somministrione del mezzo di contrasto paramagnetico, mentre le aree emorragiche sono ben evidenti nelle sequenze T1 pesate. L'angio-RM è molto utile per evidenziare l'interessamento delle strutture vascolari. Le forme funzionanti possono presentare nel loro contesto piccole aree di perdita di segnale alle acquisizioni in chemical shift (dovute alla presenza di lipidi). Tale tumore è difficilmente studiabile mediante ecografia nonostante le grosse dimensioni e si presenta avidamente captante all'indagine PET con fluorodesossiglucosio.

### Neuroblastoma

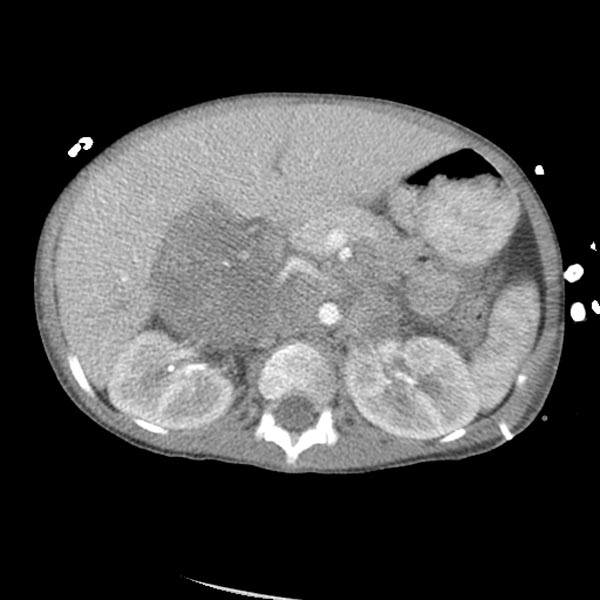
neuroblastoma

È il tumore più comune dell'età infantile. Origina dalle cellule della cresta neurale. Nella metà dei casi la lesione primitiva è localizzata a livello dei surreni, mentre negli altri casi di solito a livello del retroperitoneo. È importante la diagnosi tempestiva in quanto la prognosi peggiora oltre il primo anno di vita (da benigno diventa maligno). Di solito le metastasi colpiscono i linfonodi, il fegato e lo scheletro. A livello locale spesso coinvolge i grossi vasi addominali ed i forami intervertebrali. All'ecografia questo tumore si presenta a margini mal definiti e disomogeneo per la presenza di aree di necrosi e calcifiche (l'ecografia in tali casi è l'esame di primo livello in quanto non utilizza radiazioni ionizzanti sui pazienti che di solito sono molto piccoli). La TC è eseguita di solito in sedazione successivamente all'esame ecografico e consente di valutare in modo più accurato l'estensione locale della malattia. L'RM è l'esame più indicato per valutare l'infiltrazione del canale spinale. La scintigrafia con 123I-MIBG, eseguita in un reparto di medicina nucleare, è utile invece nella ricerca di metastasi a distanza e nella programmazione di un eventuale terapia radiometabolica con 131I-MIBG (approccio teranostico).